# 衡阳师范学院南岳学院
26°51′56″N 112°37′39″E / 26.865482°N 112.627373°E
衡阳师范学院南岳学院位于湖南省衡阳市雁峰区黄白路179号，是衡阳师范学院的下属分校，为本科大学。

## 历史
2002年，衡阳师范学院建立了“衡阳师范学院南岳学院”，属于全日制本科独立学校。

## 学校院系
衡阳师范学院南岳学院拥有14个系部，35个专业，8个科目。

### 科目
经济学、法学、教育学、文学、历史学、理学、工学、管理学

## 校训
厚德、博学、砺志、笃行

## 对外合作
衡阳师范学院南岳学院与美国、英国、韩国、香港等地区的10多所学校建立了友好合作关系。

## 荣誉
衡阳师范学院南岳学院曾先后获得“湖南省园林式单位”、“大学生社会实践活动先进单位”等荣誉称号。